# Hancockia uncinata
Hancockia uncinata is een slakkensoort uit de familie van de Hancockiidae. De wetenschappelijke naam van de soort is voor het eerst geldig gepubliceerd in 1872 door Hesse.

## Beschrijving
Het lichaam van deze zeldzame naaktslak is lichtgroen of roze met verspreide witte vlekken. Er kunnen maximaal negen paar handvormige ceratale processen zijn. De rinoforen zijn ongebruikelijk omdat hun uiteinden gezwollen zijn en ze longitudinale lamellen hebben. De mondsluier wordt verlengd in twee zijflappen met elk 3-4 vingerachtige uitsteeksels. Volwassen exemplaren kunnen 14 mm lang worden.
Deze slak voedt zich met de getande klokpoliep (Clytia hemisphaerica), een kleine hydroïdpoliep die over andere hydroïdpoliepen of algen groeit. De eiersnoer is vergelijkbaar met Doto-soorten, een plat lint dat op een concertina-wijze is gelegd, met een opvallende blauwwitte kleur.

## Verspreiding
De meeste beschrijvingen zijn afkomstig uit de Golf van Biskaje, maar het is ook opgenomen vanuit het Middellandse Zeegebied van Frankrijk, Spanje, Napels en het noorden tot St. John's Point, Co Donegal, Noordwest-Ierland.